# 96. vestlige længdekreds
Den 96. vestlige længdekreds (eller 96 grader vestlig længde) er en længdekreds, der ligger 96 grader vest for nulmeridianen. Den løber gennem Ishavet, Nordamerika, Stillehavet, det Sydlige Ishav og Antarktis.